# Nesticus eremita
Nesticus eremita là một loài nhện trong họ Nesticidae.
Loài này thuộc chi Nesticus. Nesticus eremita được Eugène Simon miêu tả năm 1879.

## Hình ảnh

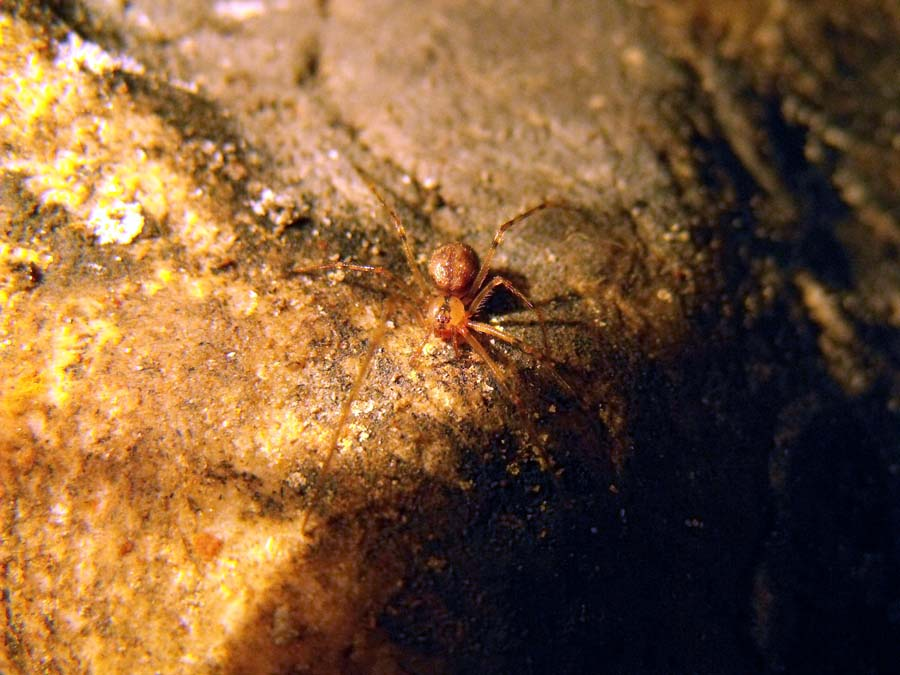